# Liste der Kulturdenkmäler in Lünebach
In der Liste der Kulturdenkmäler in Lünebach sind alle Kulturdenkmäler der rheinland-pfälzischen Ortsgemeinde Lünebach aufgeführt. Grundlage ist die Denkmalliste des Landes Rheinland-Pfalz (Stand: 27. Juni 2022).

## Einzeldenkmäler
| Bezeichnung                         | Lage                           | Baujahr                    | Beschreibung | Bild                           |
| ----------------------------------- | ------------------------------ | -------------------------- | --- | ------------------------------ |
| Wegekreuz                           | Euscheider Weg, bei Nr. 2 Lage | 1806                       | Schaftkreuz, bezeichnet 1806 | BW                             |
| Portal                              | Hahnengasse, an Nr. 6 Lage     | 1727                       | Oberlichtportal, bezeichnet 1727 | BW                             |
| Wegekreuz                           | Hahnengasse, bei Nr. 7 Lage    | 1811                       | aufwändiges nachbarockes Balkenkreuz, Schiefer, bezeichnet 1811                                                                      | BW                             |
| Wohnhaus                            | Hahnengasse 8a Lage            | Mitte des 18. Jahrhunderts | Wohnhaus eines Streckhofs, wohl aus der Mitte des 18. Jahrhunderts, ungewöhnlich vollständige Ausstattung                            | BW                             |
| Wohnhaus                            | Hahnengasse 11 Lage            | 1783                       | Wohnhaus, bezeichnet 1783 | BW                             |
| Katholische Pfarrkirche St. Gertrud | Helenenberg 7a Lage            | 1759                       | romanischer Westturm, barockes Schiff von 1759, 1875 verlängert, um 1965 querhausartige Erweiterung; teilweise erhaltene Ausstattung | weitere Bilder Fotos hochladen |